# Schistura vinciguerrae
Schistura vinciguerrae is een straalvinnige vissensoort uit de familie van de bermpjes (Nemacheilidae). De wetenschappelijke naam van de soort is voor het eerst geldig gepubliceerd in 1935 door Hora.